# Jerry Doyle
Jerry Doyle (Brooklyn (New York), 16 juli 1956 – Las Vegas (Nevada), 27 juli 2016) was een Amerikaans acteur en radiopresentator.

## Biografie
Doyle was een zoon van een politieagent en een huisvrouw en groeide op in Brooklyn. Doyle heeft de high school doorlopen aan de Pope John XXIII Regional High School in Sparta (New Jersey) en haalde in 1974 zijn diploma. Hierna ging hij studeren aan de Embry-Riddle Aeronautical University waar hij zijn Bachelor of Science en zijn vliegbrevet haalde. Na zijn studie ging hij werken als piloot bij een commerciële vliegmaatschappij. Na zijn werk als piloot ging hij aan de slag als effectenhandelaar op Wall Street en deed dit voor tien jaar en wilde toen acteur worden en ging naar Hollywood. 
Doyle begon in 1987 met acteren in de televisieserie Moonlighting. Hierna heeft hij nog meerdere rollen gespeeld in televisieseries en films, het meest bekend werd hij met zijn rol als Michael Garibaldi in de televisieserie Babylon 5 waarin hij in honderdentien afleveringen speelde (1994-1998). 
Doyle trouwde in 1995, en zij scheidden in 1997.
Doyle was ook actief voor de Republikeinse Partij en heeft zich een aantal keren verkiesbaar gesteld voor regionale verkiezingen in Californië. In april 2004 kreeg hij zijn eigen radioprogramma voor de Talk Radio Network en presenteerde daar tussen 15.00 en 18.00 uur zijn show.
Doyle werd op 27 juli 2016 dood aangetroffen in zijn huis in Las Vegas.

## Filmografie

### Films
- 2004 Open House – als Dave Torkenson
- 2003 The Long Ride Home – als sheriff
- 2003 Lost Treasure – als Sean Walker
- 2002 Storm Watch – als admiraal Renner
- 2002 Devious Beings – als Frank McClooney
- 1999 Babylon 5: A Call to Arms – als Michael Garibaldi
- 1998 Babylon 5: The River of Souls – als Michael Garibaldi
- 1998 The Outsider – als Rains
- 1993 Babylon 5: The Gathering – als Michael Garibaldi

### Televisieseries
Uitgezonderd eenmalige gastrollen.
- 1994 – 1998 Babylon 5 – als Michael Garibaldi – 110 afl.
- 1996 Captain Simian & The Space Monkeys – als kapitein Simian (stem) – 2 afl. (animatieserie)
- 1991 – 1992 Homefront – als Stan – 2 afl.

- Bibliothèque nationale de France: cb141730529 (data)
- Gemeinsame Normdatei: 139331751
- International Standard Name Identifier: 0000 0001 1458 2417
- Library of Congress Control Number: no99009569
- Système universitaire de documentation: 174581971
- Virtual International Authority File: 164022065
- WorldCat: E39PBJgmGMvbKqrGxX4GRK9Yyd